# Łódzkie Spotkania Teatralne
Łódzkie Spotkania Teatralne – jeden z najważniejszych festiwali teatru alternatywnego w Polsce.
Organizowany jest od lat sześćdziesiątych XX wieku, początkowo jako przegląd teatrów studenckich, na początku lat siedemdziesiątych XX wieku stał się miejscem konfrontacji najważniejszych grup polskiego teatru alternatywnego. Jest to najstarsza impreza kulturalna Łodzi, organizowana przez Łódzki Dom Kultury.

## Nagrody przyznane na Łódzkich Spotkaniach Teatralnych
2009
- Trzy nagrody równorzędne
  - Teatr Uhuru z Gryfina za spektakl Pierogi
  - Teatr Soliloquium z Łodzi za spektakl Spal mnie
  - Teatr Palmera Eldritcha z Poznania za spektakl Jarzenie

2008
- Trzy nagrody równorzędne
  - Teatr Brama z Goleniowa za spektakl My
  - Teatr Art.51 ze Zgierza za scenariusz, scenografię i reżyserię w spektaklu Extra Virgin
  - Teatr Pracownia Prowincja (Konin-Michałowice-Goleniów-Gdynia) za spektakl Podróże dookoła pokoju stołowego

2007
- I nagroda: Robert Paluchowski (Teatr Realistyczny) ze Skierniewic za monodram MC Gyver, Paluchowsky & end

2006
- Grand Prix: Teatr Zielony Wiatrak z Sopotu za spektakl Drapacze chmur
- I nagroda: Teatr Klasy B z Łodzi za przedstawienie Gra w ułoma

2005
- I nagroda: Teatr Prób z Wągrowca za spektakl Polish Karma
- II nagroda: Teatr Krzyk z Maszewa za przedstawienie Głosy

2004
- I nagroda: Teatr Realistyczny ze Skierniewic za przedstawienie Tożsamość
- II nagroda: Teatr Stajnia Pegaza z Sopotu za przedstawienie Wszyscy

2003
- I nagroda
  - Chóry Gertrudy Stein z Łodzi za przedstawienie Technika punktu świetlnego
  - Teatr Stajnia Pegaza i Teatr Brama z Goleniowa/Sopotu za przedstawienie Gaz
- II nagroda
  - Teatr Prób z Wągrowca za przedstawienie Splot słoneczny
  - Teatr Realistyczny ze Skierniewic za przedstawienie Tra-ta-ta

2002
- Nagrody zespołowe (cztery równorzędne)
  - Teatro La Terrorismo Suka OFF z Będzina za poszukiwanie w rzadko penetrowanym obszarze teatru plastycznego w spektaklu "Matryca ver. Hardware"
  - Teatr Uhuru z Gryfina za spójne połączenie środków wyrazu tworzących spektakl "Ciało"
  - Teatr La M.ORT z Warszawy za odważny eksperyment w badaniu relacji między widzem i aktorem w spektaklu "Wszystko zamiast"
  - Teatr Stajnia Pegaza z Gdańska za zbudowanie z improwizacji aktorskich zespołowej wypowiedzi "Oda do radości"

2001
- I nagroda: Marcin Brzozowski z Łodzi za autorski spektakl jednoosobowy Clapham Junction
- II nagroda: Teatr Świnia z Sopotu za spektakl Światłowstręt

2000
- I nagroda: Teatr Wiczy z Torunia za spektakl Krakersy
- II nagroda
  - Teatr Frugo z Łodzi za spektakl Kim są dorośli
  - Studio Teatralne Koło z Warszawy za spektakl Strona zakwitających dziewcząt

1999
- I nagroda: Unia Teatr Niemożliwy z Warszawy za spektakl Toporland
- II nagroda: Teatr Stajnia Pegaza z Sopotu za spektakl Rybołówstwo
- III nagroda: Teatr Wiczy z Torunia za spektakl Sezon w Piekle

1998
- I nagroda: Teatr Terminus A Quo z Nowej Soli za spektakl Narzędzia tortur
- II nagroda: Teatr Prób z Wągrowca za spektakl Mięso szalonych krów
- III nagroda: Teatr Projekt z Lublina za spektakl Dobry Łotr

1997
- I nagroda
  - Teatr Porywacze Ciał z Poznania za spektakl Minimal
  - Komuna Otwock z Otwocka za spektakl Bez tytułu

1996
- I nagroda: Studio Teatralne Słup z Łodzi za spektakl Siedem dni Polaka – tytółmyloncy
- II nagroda
  - Teatr Stajnia Pegaza z Sopotu za spektakl Oskar-zm
  - Teatr Dada von Bzdülöw z Gdańska za spektakl Człowiek, który kłamał, na przykład Heiner Müller
  - Teatr Porywacze Ciał z Poznania za spektakl I love yo

1995
- II nagroda
  - Teatr Studio Czyczkowy z Bydgoszczy za spektakl Historia wody
  - Teatr of Manhattan z Łodzi za spektakl Drzwi na wprost

1994
- Nagroda zespołowa: Teatr im. Alberta Tison za spektakl Ratujcie Nasze dusze

1993
- Przedstawienia niekonkursowe

1992
- Nagroda zespołowa
  - Teatr Biuro Podróży z Poznania za spektakl Giordano
  - Teatr Snów z Gdańska za spektakl Sanatorium